# Samarier

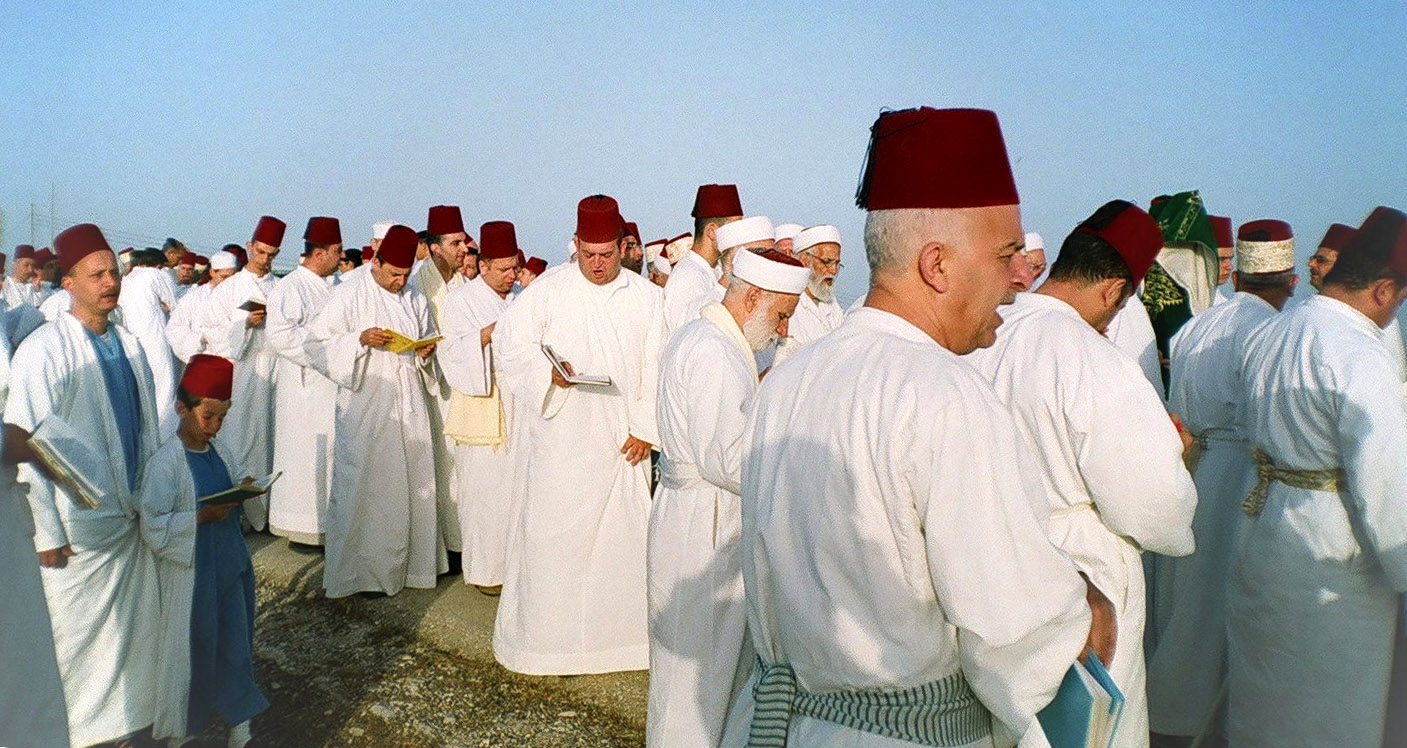
Samarier i berget Gerizim, 2006.

Samarier, samariter eller samaritaner (hebreiska שומרונים shomronim, arabiska: السامريون as-Sāmariyyūn), är en etniskt religiös grupp i Nablus på norra Västbanken och utanför Tel Aviv. De kallar sig oftast Bene Israel (Israels söner.)    

## Historia f.Kr.
Det geografiska området Samarien motsvarar ungefär Kungariket Israel. Dess huvudstad, som låg omkring 75 kilometer norr om Jerusalem, kallades Samaria under senantiken.
Enligt inombibliska källor skulle kungariket Israel ha kommit till omkring 930 f.Kr. när Salomos enade rike splittrades i Juda och Israel, men oberoende källor om detta saknas, och kungariket Israel är belagt i först på 840-talet f.Kr., då den s.k. Mesa-stelen nämner kungariket Israel som "Omris hus".
År 722 f.Kr. gjorde assyrierna slut på samariernas självständighet. Assyrierna intog Israel och förde bort delar av dess befolkning, israeliterna, till fångenskap i Assyrien.(2 Kon. 17:6) Riket Israel förstördes och Salmanassar V, assyriernas konung, lät människor från andra länder bosätta sig där. 
Jerusalems tempel förstördes av babylonierna år 586 f. Kr. När det skulle återuppbyggas av de judar som valde att lämna Babylon efter det att perserna befriat dem, erbjöd sig samarierna, som levde 6–8 mil norr om Jerusalem, att hjälpa till. Judarna avböjde hjälpen då de ansåg att samarierna infört för många främmande influenser i den judiska religionen. Därefter byggde samarierna ett eget tempel på berget Gerizim och deras förhållande till judarna försämrades alltmer.
Stadens, Samariens, namn används i Gamla Testamentet ibland om hela Nordriket och återges i sådana fall med Samarien. Den traditionella beteckningen på Samarien var Efraims bergsbygd, vilket visar på vilken stamtillhörighet samarierna hade. Den internationella och rika kultur som blomstrade i samariernas rike kritiseras i Gamla testamentet och Bibeln (Tanach) för ojämlikhet och förtryck. Man kritiserade också samariernas anpassning till närliggande regioners religioner. Judarna förstörde deras tempel 128 f. Kr. som byggts på det berg som än idag anses heligt, Gerizim. Detta ökade på ovänskapen. 
Under den romerska ockupationen uppgick deras antal till 450 000 med omkring 300 000 i Palestina och 150 000 i angränsande områden.

## Historia e.Kr.

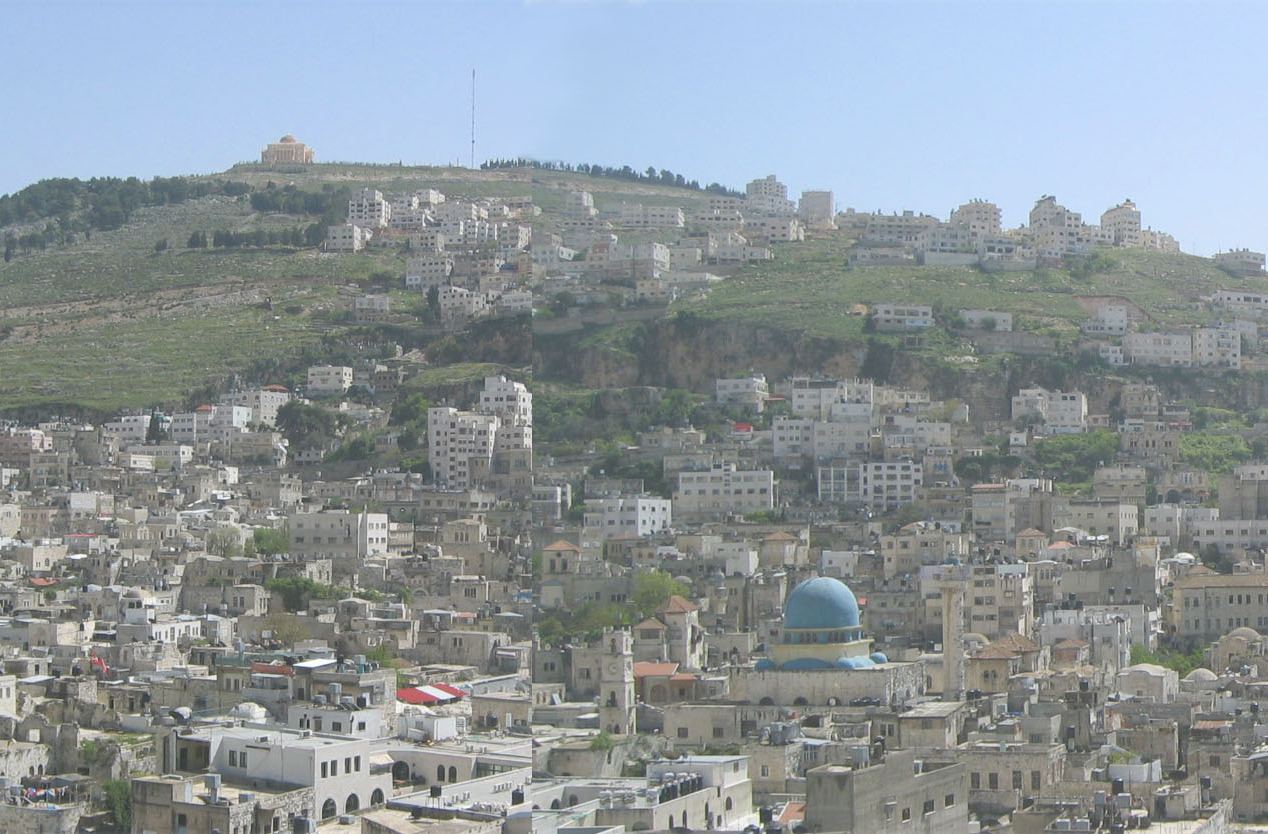
Nablus och berget Gerizim i fonden.

Genom seklerna utvandrade många samarier liksom judar (se diasporan), men i motsats till judarna kunde de inte bevara sin identitet utan uppgick i kulturerna i de länder de utvandrat till. I Samarien blev de allt färre under först kristen och senare islamisk överhöghet.
Idag finns blott 700 samarier kvar. De flesta lever i Nablus och i Tel Avivs förort Holon. 

### I kristendomen
I den kristna världen är folkgruppen troligen mest känd genom Jesu liknelse om ”den barmhärtige samariern” i Nya Testamentet, Lukasevangeliet 10:25-37 och genom hans samtal med ”den samariska kvinnan” i Johannesevangeliet 4:7.

### I islam
Samariern (arabiska: السامري samiri) är en person som nämns i Koranen (20:85 och 87)  i vilka han beskrivs ha vilselett profeten Moses folk till avgudadyrkan. Efter att Moses hade lämnat sitt folk under en period hade folk börjat dyrka en kalv som de hade tillverkat med sina guldsmycken. Samariern anses vara den som låg bakom avfallet.

## Språk
Från 700-talet och framåt övergick samariernas modersmål från arameiska till arabiska, som de alla talar nuförtiden. Deras liturgiska språk är dock samariska, som är en ålderdomlig skriven variant av arameiska.

## Religion
Deras tro och traditioner har likheter med den judiska. Man tror på uppståndelsen och väntar på Messias. Sabbaten är viktig och högtider som firas är högtider som i stort påminner om pesach, rosh hashana, jom kippur, shavout och lövhyddohögtiden. Kalendern räknar med 12-13 månader och tideräkningen börjar vid världens skapelse, vilken anses vara för över 6 400 år sedan, tidigare än den judiska. Omskärelsen är viktig och även matlagarna liknar de judiska. 
Deras heliga skrift omfattar bara Toran, det vill säga de fem Moseböckerna, och deras heliga kultplats är fortfarande berget Gerizim.
Samarierna blev utstötta från den judiska församlingen efter att det avslöjats bland dem en utbredd avgudadyrkan, något som innebar att deras konversion till judendomen ifrågasattes, då det - för att en dylik skall vara giltig enligt judisk lag - krävs att konvertiten vid tillfället för övergången har för avsikt att hädanefter leva enligt religionens lagar.[källa behövs]